# Impresa sociale
L'impresa sociale, nell'ordinamento giuridico italiano, è una delle fattispecie rientranti nel più ampio contesto degli Enti del Terzo settore (ETS) (D. Lgs 117/17).
Ai sensi del D. Lgs 112/17 (che ha sostituito il precedente D. Lgs 155/06), articolo 1,  possono acquisire la qualifica di impresa sociale "tutti gli enti privati, inclusi quelli costituiti nelle forme di cui al libro V del Codice Civile, che esercitano in via stabile e principale un'attività d'impresa di interesse generale, senza scopo di lucro e per finalità civiche, solidaristiche e di utilità sociale, adottando modalità di gestione responsabili e trasparenti e favorendo il più  ampio coinvolgimento dei lavoratori,  degli utenti e di altri soggetti interessati alle loro attività".

## Storia e caratteristiche peculiari
Sempre di più a partire dagli anni '80 del XX secolo si sono venute affermando forme imprenditoriali e organizzative per perseguire finalità sociali operando all'interno del mercato concorrenziale. Le ragioni della comparsa di questo tipo di imprese sono molteplici. In primo luogo le imprese sociali sono nate per rispondere ai nuovi bisogni trascurati dall'impresa tradizionale e ai quali le politiche governative non erano in grado di fare fronte in maniera adeguata.
In Italia, la loro comparsa coincide con la chiusura di grandi strutture residenziali pubbliche o parapubbliche come risposta alla conseguente deistituzionalizzazione, con il generico obiettivo di reinserire nella società i soggetti precedentemente istituzionalizzati. In diversi paesi, le imprese sociali si sono configurate come esperienze di mutuo-aiuto fra portatori di bisogno e varie espressioni delle comunità locali, che si sono dedicate in maniera diretta alla produzione. Tuttavia, la definitiva consacrazione dell'impresa sociale, viene causata dalla generalizzata crisi dei sistemi di welfare e dall'orientamento al decentramento dei poteri pubblici, che permette a queste imprese di ritagliarsi nuovi spazi.
Un riconoscimento giuridico vero e proprio, nonché la relativa disciplina di tali enti, venne stabilito dapprima dalla legge delega 13 giugno 2005 n. 118, le cui disposizioni furono attuate dal D. Lgs 24 marzo 2006, n. 155 ("Disciplina dell'impresa sociale, a norma della legge 13 giugno 2005, n. 118") ed ora riformate con il D. Lgs del 3 luglio 2017 n. 112 (Revisione della disciplina in materia di impresa sociale, a norma dell'articolo 2, comma 2, lettera c) della legge 6 giugno 2016, n. 106).(GU n.167 del 19-7-2017)
Con l'introduzione della figura giuridica dell'impresa sociale si è distinto definitivamente il concetto di imprenditoria da quello di finalità lucrativa: si è riconosciuta cioè l'esistenza di imprese con finalità diverse dal profitto.
Il valore aggiunto rispetto a un'impresa tradizionale sta nel tentativo di produrre servizi ad alto contenuto relazionale, nel cercare di fare "rete" con esperienze del terzo settore, nel produrre esternalità positive per la comunità; fondamentali sono la promozione dello sviluppo locale, l'adozione di valori quali la giustizia sociale, la garanzia di democraticità dell'organizzazione e di un coinvolgimento diretto dei lavoratori nella gestione, le pari opportunità e la riduzione delle diseguaglianze.

## Requisiti necessari
Possono conseguire il titolo di impresa sociale, ai sensi dell'art.1 del D. Lgs 112/17:  
L'impresa sociale deve soddisfare i seguenti requisiti:
- essere costituita con un atto pubblico.
- perseguire finalità civiche, solidaristiche e di utilità sociale.
- esercitare in via stabile e principale un'attività d'impresa di interesse generale.
- destinare utili e avanzi di gestione allo svolgimento dell'attività statutaria o ad incremento del patrimonio, e pertanto non distribuirli, neanche indirettamente.
- adottare modalità di gestione responsabili e trasparenti.
- redigere e depositare presso il registro delle imprese un documento che rappresenti lo stato patrimoniale e finanziario dell'impresa.
- redigere il bilancio sociale.
- favorire il più ampio coinvolgimento dei lavoratori, degli utenti e di altri soggetti interessati alle loro attività.
- i volontari non possono essere oltre il 50% dei lavoratori.

Possono quindi acquisire la qualifica:
- associazioni riconosciute e non, fondazioni, comitati.
- società (di persone e di capitali ma non quelle costituite da un’unica persona fisica), le cooperative, i consorzi.
- le cooperative sociali sono qualificate imprese sociali per legge.

Le imprese sociali devono comunque mantenere finalità di interesse generale che vengono favorite dal legislatore sul piano civilistico con la possibilità di potersi organizzare in qualsiasi forma di organizzazione privata e con qualsiasi tipo societario con la possibilità di formare anche un gruppo. L'importante è che questo tipo di impresa non abbia mai come fine ultimo o principale lo scopo di lucro.
Non possono essere considerate imprese sociali le amministrazioni pubbliche o quelle che erogano servizi e beni solo in favore dei soci.

## Responsabilità patrimoniale
Le imprese sociali godono del privilegio di poter limitare alcuni aspetti delle responsabilità patrimoniali dei partecipanti anche quando per la forma societaria utilizzata prevarrebbe la responsabilità personale e illimitata di questi soggetti (società in nome collettivo). In particolare:
- se l'impresa sociale è dotata di un patrimonio netto di ventimila euro al momento dell'iscrizione nel registro delle imprese risponde delle obbligazioni assunte solo l'organizzazione con il suo patrimonio.
- se il patrimonio diminuisce per delle perdite al di sotto di 1/3 dei ventimila euro, delle obbligazioni rispondono in solido tutti coloro che hanno agito per nome e per conto dell'impresa.

Quindi le agevolazioni poste dal legislatore sono valide solo per l'impresa sociale in bonis. Inoltre è importante ricordare che sul patrimonio di questo tipo di imprese grava un vincolo di indisponibilità in quanto non è mai possibile, nemmeno in caso di scioglimento, distribuire fondi o riserve a vantaggio di coloro che ne fanno parte bensì l'intero patrimonio deve essere devoluto in altre associazioni non lucrative indicate nello statuto. L'assenza dello scopo di lucro e dello smobilizzo del patrimonio è tenuta costante anche in caso di scissione, fusione o trasformazione dell'impresa sociale.
Le società commerciali per poter essere considerate imprese sociali devono inserire il vincolo di non distribuzione degli utili. Non possono essere considerate un'impresa sociale gli enti pubblici e quegli enti privati il cui scopo sociale vada a solo vantaggio dei soci e non della generalità dei cittadini.

## Settori di attività
I settori di attività in cui possono operare le imprese sociali sono definite all'articolo 2 del D. Lgs 112/17:
a) interventi e servizi sociali ai sensi dell'articolo 1, commi 1 e 2, della legge 8 novembre 2000 n. 328, e successive modificazioni, ed interventi, servizi e prestazioni di cui alla legge 5 febbraio 1992 n. 104, e successive modificazioni, e di cui alla legge 22 giugno 2016 n. 112, e successive modificazioni;
b) interventi e prestazioni sanitarie;
c) prestazioni socio-sanitarie di cui al decreto del Presidente del Consiglio dei ministri del 14 febbraio 2001, pubblicato nella Gazzetta Ufficiale n. 129 del 6 giugno 2001, e successive modificazioni;
d) educazione, istruzione e formazione professionale, ai sensi della legge 28 marzo 2003 n. 53, e successive modificazioni, nonché le attività culturali di interesse sociale con finalità educativa;
e) interventi e servizi finalizzati alla salvaguardia e al miglioramento delle condizioni dell'ambiente e all'utilizzazione accorta e razionale delle risorse naturali, con esclusione dell'attività, esercitata abitualmente, di raccolta e riciclaggio dei rifiuti urbani, speciali e pericolosi;
f) interventi di tutela e valorizzazione del patrimonio culturale e del paesaggio, ai sensi del decreto legislativo 22 gennaio 2004 n. 42, e successive modificazioni;
g) formazione universitaria e post-universitaria;
h) ricerca scientifica di particolare interesse sociale;
i) organizzazione e gestione di attività culturali, artistiche o ricreative di interesse sociale, incluse attività, anche editoriali, di promozione e diffusione della cultura e della pratica del volontariato, e delle attività di interesse generale di cui al presente articolo;
j) radiodiffusione sonora a carattere comunitario, ai sensi dell'articolo 16, comma 5, della legge 6 agosto 1990, n. 223, e successive modificazioni;
k) organizzazione e gestione di attività turistiche di interesse sociale, culturale o religioso;
l) formazione extra-scolastica, finalizzata alla prevenzione della dispersione scolastica e al successo scolastico e formativo, alla prevenzione del bullismo ed al contrasto della povertà educativa;
m) servizi strumentali alle imprese sociali o ad altri enti del Terzo settore resi da enti composti in misura non inferiore al settanta per cento da imprese sociali o da altri enti del Terzo settore;
n) cooperazione allo sviluppo, ai sensi della legge 11 agosto 2014, n. 125, e successive modificazioni;
o) attività commerciali, produttive, di educazione e informazione, di promozione, di rappresentanza, di concessione in licenza di marchi di certificazione, svolte nell'ambito o a favore di filiere del commercio equo e solidale, da intendersi come un rapporto commerciale con un produttore operante in un'area economica svantaggiata situata, di norma, in un Paese in via di sviluppo, sulla base di un accordo di lunga durata finalizzato a promuovere l'accesso del produttore al mercato, e che preveda il pagamento di un prezzo equo, misure di sviluppo in favore del produttore e l'obbligo del produttore di garantire condizioni di lavoro sicure, nel rispetto delle normative nazionali ed internazionali, in modo da permettere ai lavoratori di condurre un'esistenza libera e dignitosa, e di rispettare i diritti sindacali, nonché di impegnarsi per il contrasto del lavoro infantile;
p) servizi finalizzati all'inserimento o al reinserimento nel mercato del lavoro dei lavoratori e delle persone di cui al comma 4;
q) alloggio sociale, ai sensi del decreto del Ministro delle infrastrutture 22 aprile 2008, e successive modificazioni nonché ogni altra attività di carattere residenziale temporaneo diretta a soddisfare bisogni sociali, sanitari, culturali, formativi o lavorativi;
r) accoglienza umanitaria ed integrazione sociale dei migranti; 
s) microcredito, ai sensi dell'articolo 111 del decreto legislativo 1º settembre 1993, n. 385, e successive modificazioni;
t) agricoltura sociale, ai sensi dell'articolo 2 della legge 18 agosto 2015, n. 141, e successive modificazioni;
u) organizzazione e gestione di attività sportive dilettantistiche;
v) riqualificazione di beni pubblici inutilizzati o di beni confiscati alla criminalità organizzata.
Inoltre si considera comunque di interesse generale, indipendentemente dal suo oggetto, l'attività d'impresa nella quale, per il perseguimento di finalità civiche, solidaristiche e di utilità sociale, sono occupati:
a) lavoratori molto svantaggiati ai sensi dell'articolo 2, numero 99), del regolamento (UE) n. 651/2014 della Commissione, del 17 giugno 2014, e successive modificazioni;
b) persone svantaggiate o con disabilità ai sensi dell'articolo 112, comma 2, del decreto legislativo 18 aprile 2016, n. 50, e successive modificazioni, nonché persone beneficiarie di protezione internazionale ai sensi del decreto legislativo 19 novembre 2007, n. 251, e successive modificazioni, e persone senza fissa dimora iscritte nel registro di cui all'articolo 2, quarto comma, della legge 24 dicembre 1954, n. 1228, le quali versino in una condizione di povertà tale da non poter reperire e mantenere un'abitazione in autonomia.
Tale l'impresa sociale deve impiegare alle sue dipendenze un numero di persone di cui alle lettere a) e b) non inferiore al trenta per cento dei lavoratori. Ai fini del computo di questa percentuale minima, i lavoratori di cui alla lettera a) non possono contare per più di un terzo. La situazione dei lavoratori di cui al comma 4 deve essere attestata ai sensi della normativa vigente.
Le cooperative sociali, oltre ai servizi socio-sanitari ed educativi di cui alla lettera a) della L. 381/91 e le attività di inserimento lavorativo di cui all’art 1 comma 1 lettera b) della stessa legge, possono svolgere solo le attività previste dalle lettere a), b), c), d), l) e p) più sopra elencate.

## Agevolazioni
Rispetto alla precedente D. Lgs 155/06, ora con il D. Lgs 112/17 è consentita la possibilità di destinare una quota inferiore al 50% degli utili a aumenti gratuiti di capitale o dividendi ai soci comunque non superiori all’interesse massimo dei buoni postali fruttiferi, aumentato di due punti e mezzo rispetto al capitale versato.
Inoltre è previsto:
• in una società che abbia acquisito la qualifica di impresa sociale alla data di entrata in vigore del presente decreto (20/07/17) e sia costituite da non più di trentasei mesi:
```
    a) persone fisiche: detrazione del 30% della somma investita (fino ad 1 ML di €) 
    b) imprese: deducibilità del 30% della somma investita (fino a 1,8 ML €)
```

• possibilità di avviare raccolte di capitale diffuso attraverso portali telematici
• istituito Fondo rotativo per finanziamenti a tasso agevolato
• è favorito l'accesso degli enti del Terzo settore ai finanziamenti del Fondo sociale europeo e ad altri finanziamenti europei per progetti finalizzati al raggiungimento degli obiettivi istituzionali
• l’ente di Terzo settore può  fare raccolta fondi anche in forma organizzata e continuativa, nelle modalità che saranno definite con apposite linee guida volte garantire la trasparenza e la correttezza
• sono previsti incentivi fiscali per l’emissione e la sottoscrizione di titoli di solidarietà, cioè fondi destinati al sostegno delle attività di terzo settore (ma oggi sono per enti non commerciali)
• anche il social bonus, credito d’imposta per liberalità per il recupero di immobili pubblici inutilizzati e beni sottratti alla criminalità è oggi ristretto agli utilizzi non commerciali, così come la deducibilità delle donazioni
Altri vantaggi principali si riscontrano nella responsabilità patrimoniale (in caso di patrimoni superiori a 20.000 euro, delle obbligazioni assunte risponde solo l'organizzazione, non i soci) e nella possibilità di avvalersi di volontari nel limite del 50% dei lavoratori.